# 静鉄ホテルプレジオ
静鉄ホテルプレジオ（しずてつホテルプレジオ、英: Shizutetsu Hotel Prezio）は、静岡鉄道株式会社が運営するビジネスホテルチェーンの名称である。

## 沿革
- 2008年（平成20年） - 静鉄ホテルプレジオ 静岡駅北が開業。
- 2009年（平成21年）8月1日 - 「Rail Inn ネットワーク」に加入。（後述）
- 2012年（平成24年）2月2日 - 静鉄ホテルプレジオ 静岡駅南が開業。
- 2014年（平成26年）5月1日 - 静鉄ホテルプレジオ 沼津が開業。

## ホテル一覧
2020年11月現在、静岡県外を含めて7店舗のホテルを営業している。
- 静岡県内
  - 静鉄ホテルプレジオ 静岡駅北（静岡市葵区御幸町11-6、107室）
  - 静鉄ホテルプレジオ 静岡駅南（静岡市駿河区南町13-21、185室）
  - 静鉄ホテルプレジオ 沼津（沼津市高島町11-2、105室）

- 静岡県外
  - 静鉄ホテルプレジオ 博多駅前（福岡県福岡市博多区博多駅前4-17-6、182室）- 静岡県外初進出
  - 静鉄ホテルプレジオ京都烏丸御池（京都府京都市中京区車屋町通御池上る塗師屋町339、99室）[1]
  - 静鉄ホテルプレジオ京都四条（京都府京都市中京区西洞院通錦小路上る古西町452、115室）
  - 静鉄ホテルプレジオ東京田町（東京都港区芝浦3-6-18、189室）- 2020年7月3日開業[2][3]

### 新規オープン予定
- 静岡県外
  - （仮称）静鉄ホテルプレジオ大阪心斎橋（大阪府大阪市中央区、150室）- 2023年10月23日オープン予定

#### 静岡県外への展開
2018年より、静岡県外への展開を開始した。まず、8月に静鉄ホテルプレジオ博多駅前（福岡県福岡市）を開業、毎年1棟ペースで展開する。2024年3月期には、現在静岡県内で展開する3棟を含め10棟まで拡大を目指す。

## 私鉄系宿泊特化型ホテルチェーンとの連携
2009年（平成21年）8月1日より京急EXイン・西鉄イン・名鉄インの連携ネットワークに加わり、同時に同ネットワークは「Rail Inn ネットワーク」と名付けられた。2010年（平成22年）12月1日から、富山地方鉄道の子会社である「富山地鉄ホテル」がネットワークに加入。ところが業務提携による相乗効果が当初予測したほど高まらなかったことから、2016年（平成28年）3月31日をもって連携ネットワークは解散となった。